# Loasa bergii
Loasa bergii là một loài thực vật có hoa trong họ Loasaceae. Loài này được Hieron. mô tả khoa học đầu tiên năm 1879.